# Confine tra Gambia e Senegal
Il confine tra il Gambia e il Senegal ha una lunghezza di 749 km e scorre su entrambi i lati del fiume Gambia.

## Descrizione
Il confine parte a nord-ovest, sulla costa atlantica a Jinnak Creek, e poi procede verso est attraverso una linea retta. Appena ad ovest della città gambiana di Ngeyen Sanjal, il confine procede approssimativamente parallelamente alla sponda nord del fiume Gambia a una distanza di circa 10 km, piegandosi nell'estremo est per comprendere Koina e Kantale Kunde all'interno del territorio gambiano, prima di procedere nuovamente verso ovest a circa 10 km paralleli alla sponda meridionale del fiume. Appena a est di Dumbutu (Gambia) il confine vira a sud in linea retta, poi piega ad angolo retto ad ovest, procedendo in linea retta prima di raggiungere il fiume San Pedro; il confine segue quindi questo fiume fino all'Oceano Atlantico. 

## Storia

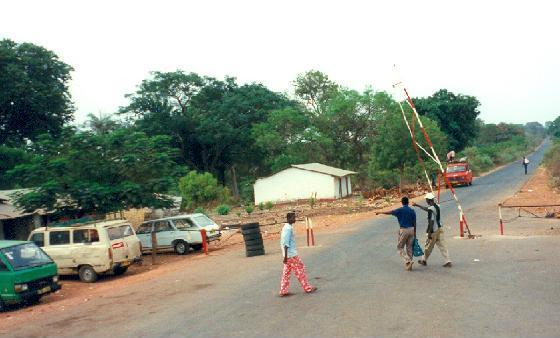
Un passaggio al confine

La Francia e la Gran Bretagna iniziarono ad esplorare e commerciare lungo la costa dell'Africa occidentale dal XVII secolo, e le due potenze si contensero la supremazia nella regione di Senegambia nei secoli successivi. Nel 1821 la Gran Bretagna stabilì una colonia formale sulla costa del Gambia moderno, minacciando i vicini insediamenti costieri francesi. Gli anni ottanta del XIX secolo videro un'intensa competizione tra le potenze europee per i territori in Africa attraverso un processo noto come Spartizione dell'Africa che culminò nella Conferenza di Berlino del 1884, in cui le nazioni europee interessate concordarono sulle rispettive rivendicazioni territoriali e sulle regole degli impegni futuri. Di conseguenza, la Francia e la Gran Bretagna firmarono un trattato il 10 agosto 1889 che delimitò un confine tra il Gambia e il Senegal, estendendo il Gambia ad est fino a Yarbutenda. Vari pilastri furono eretti per segnare il confine sul terreno, con un'ulteriore demarcazione sul terreno condotta nel 1911 e nel 1925.
Nel 1960 la Francia concesse l'indipendenza al Senegal; il Gambia divenne indipendente nel 1965 e da quel momento il confine divenne un confine internazionale tra due stati sovrani. Nel 1976 i due governi condussero di comune accordo alcuni piccoli aggiustamenti dei confini nella sezione più orientale. Tra il 1982 1989 i due stati si unirono nella Confederazione del Senegambia.